# Hartswater
Hartswater – miasto w Republice Południowej Afryki, w Prowincji Przylądkowej Północnej. Miasto leży 16 km od Jan Kempdorp, założone zostało w 1934 roku.